# 毛麟之
毛麟之（1486年—？），字仁甫，河南懷慶衛守御千户所官籍（汲縣）人，明朝政治人物。

## 生平
汲县学生，正德十四年（1519年）己卯科河南鄉試第六十二名舉人。正德十六年（1521年）辛巳科進士。授行人司行人，選授南京廣西道監察御史。

## 家族
曾祖毛毅，百戶；祖父毛斌，百戶；父毛昇，百戶。母劉氏（封宜人）。慈侍下。弟毛凤之、毛增（百户）、毛鸿之（贡士）、毛龙之。